# Гватемальско-южнокорейские отношения
Гватемальско-южнокорейские отношения — двусторонние дипломатические отношения между Гватемалой и Республикой Кореей. Отношения были установлены 24 октября 1962 года.

## История отношений
Отношения между странами были установлены 24 октября 1962 года по инициативе правительства тогдашнего президента Южной Кореи Пак Чон Хи.
27 августа 2015 года заместитель министра иностранных дел Кореи посетил Гватемалу в знак дружбы правительства Пак Кын Хе с Центральной Америкой.
После президентских выборов в Южной Корее в 2017 году президент Джимми Моралес поздравил избранного президента Мун Чжэ Ина с убедительной победой на демократических выборах, подтвердив свою готовность продолжать укреплять узы дружбы и сотрудничества, существующие уже пятьдесят пять лет с Республикой Корея на благо как народов, так и правительств.

## Дипломатические миссии
- У Гватемалы есть посольство в Сеуле[5] и консульство в Пусане[6]
- У Южной Кореи есть посольство в Гватемале[7]